# Mattia Pellegrin
Mattia Pellegrin (Cavalese, 8 giugno 1989) è un ex fondista italiano.

## Biografia
Originario di Moena, atleta fra i più promettenti della sua generazione nel panorama nazionale ed internazionale, in carriera ha preso parte a due edizioni dei Mondiali juniores, a tre edizioni dei Mondiali Under23, una olimpiade (Sochi 2014), una Olimpiade giovanile (Jaca 2007), una Universiade e due Mondiali di sci nordico, ottenendo come migliori risultati internazionali il 2º posto ai giochi olimpici giovanili "Jaca 2007" e il 4º posto nella staffetta dei mondiali juniores di Praz de Lys-Sommand 2009. In Coppa del Mondo ha esordito il 13 dicembre 2012 a Canmore (19°). Ha inoltre partecipato a quattro edizioni consecutive del Tour de Ski.
In carriera ha preso parte a un'edizione dei Giochi olimpici invernali, Soči 2014 (26° nella 15 km, gara che ha visto a posteriori la squalifica di molti atleti stranieri per questioni di doping) una Universiade (4° nella 30km Mass start della XXVI Universiade), una Olimpiade giovanile, Jaca 2007 (2° nella 7.5km tecnica classica) e a tre dei Campionati mondiali, Val di Fiemme 2013 (38º nella 50 km), Falun 2015 (23º nella 50 km) e Lahti 2017 (27º nell'inseguimento).
Ha chiuso in seconda posizione la classifica generale di Coppa Europa 2008/2009. 
Al termine della stagione 2015/2016, con la vittoria della Coppa Italia Rode, annuncia il ritiro dall'attività agonistica.

## Palmarès

### Coppa del Mondo
- Miglior piazzamento in classifica generale: 104º nel 2013
- Miglior piazzamento in gara individuale 19º

### Campionati italiani
- 4 medaglie:
  -  3 bronzi (10 km TC nel 2012, 2013 e 2015)
  -  2 ori (staffetta nel 2012 e 2014)[senza fonte]

### Campionati italiani juniores
- 6 medaglie:
  -  4 ori (nel 2009)
  -  2 argenti (nel 2008)[senza fonte]